# 옴팔레

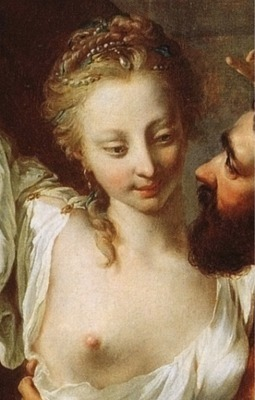
허큘리스와 옴팔레, 요한 하인리히 티쉬바인(형)

옴팔레(Omphale, 그리스어: Ομφάλη)는 그리스 신화에서 이야르다누스 강과 리디아 왕국의 여왕의 공주였다. 아폴로도로스의 《비블리오테케》에 따르면, 그녀는 리디아의 오크클래드(참나무 무성한) 산의 왕 트몰로스의 아내이며 그가 황소에 의해 피흘리고 죽은 후 그녀는 계속 그녀의 나라를 다스렸다.